# Rue du Marché-des-Blancs-Manteaux
La rue du Marché-des-Blancs-Manteaux est une rue du 4e arrondissement de Paris

## Situation et accès
Elle est située entre la rue Vieille-du-Temple et la rue des Hospitalières-Saint-Gervais.

## Origine du nom
Elle doit son nom au fait qu'elle longe au nord et au sud l'ancien marché des Blancs-Manteaux.

## Historique

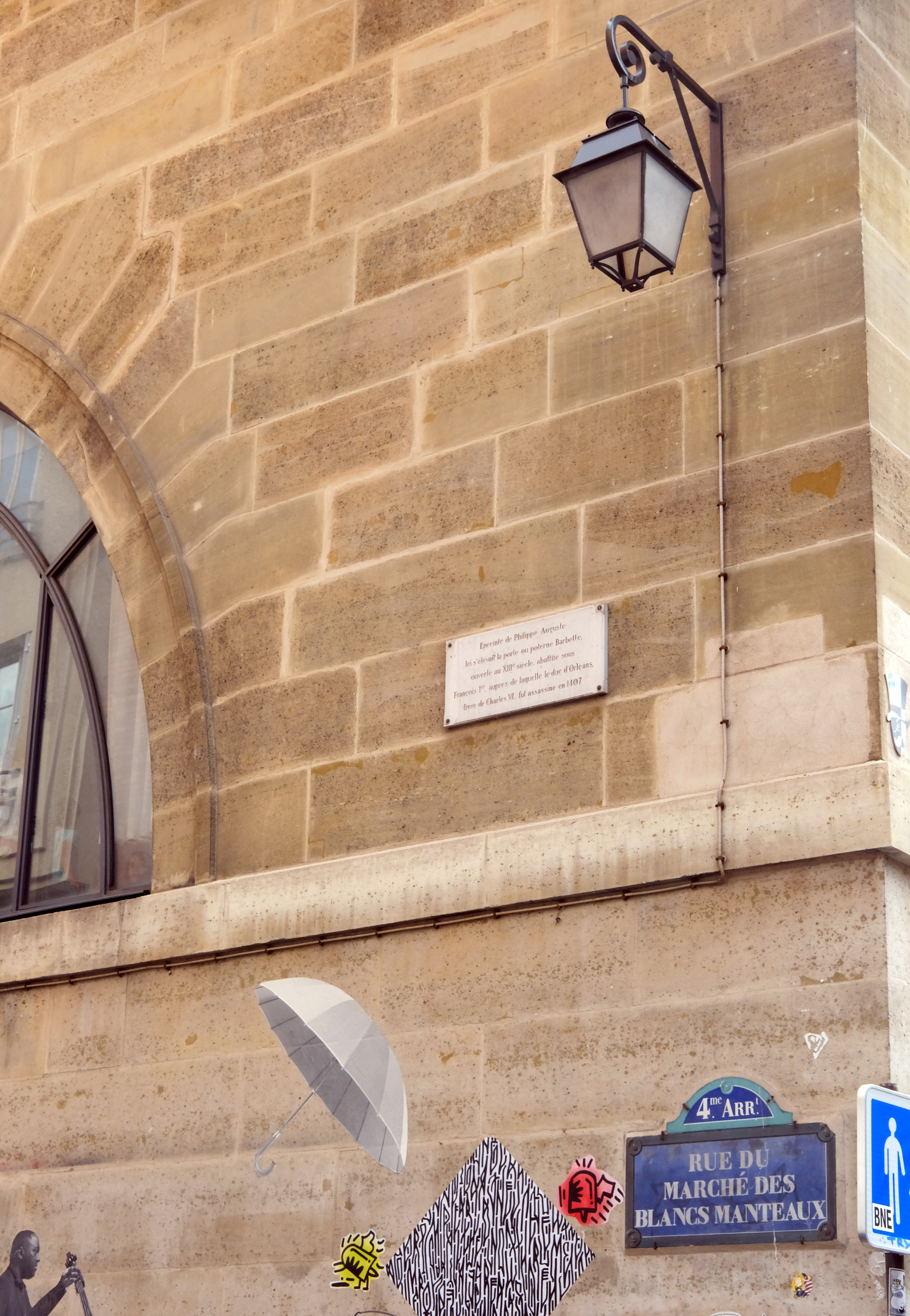
Plaque signalant l'emplacement de l'ancienne poterne Barbette.

Au XIIIe siècle, la porte ou poterne Barbette de l'enceinte de Philippe Auguste se dressait au niveau de la partie nord de la rue, comme le signale une plaque posée sur le mur du marché couvert.
Le terme « Blancs-Manteaux » était le surnom de l'ordre mendiant des serviteurs de la Sainte Vierge en raison de la couleur de leur manteau. En 1258, saint Louis leur donne un couvent situé rue de la Parcheminerie (l'actuelle rue des Blancs-Manteaux). Il était alors fréquent de les voir mendier dans les rues alentour.
En 1811, le gouvernement impérial décide de faire construire le marché des Blancs-Manteaux. Le 21 mars 1813, l'empereur Napoléon signe le décret impérial suivant :
« Le marché qui, aux termes de notre décret du 30 janvier 1811, devait être construit sur la place Saint Jean, sera transféré dans l'emplacement de l'ancien hospice Saint Gervais situé rue Vieille-du-Temple, en face de celle des Blancs-Manteaux. Cet emplacement qui appartient aux hospices sera acheté par notre bonne ville de Paris. »
Pour faciliter la circulation autour du marché, de nouvelles rues sont créées, la rue des Hospitalières-Saint-Gervais et la rue du Marché-des-Blancs-Manteaux. La rue est en deux tronçons séparés qui longent les deux façades latérales du marché. La voie est ouverte par décret le 23 juillet 1817.
Le  marché des Blancs-Manteaux a été remplacé aujourd'hui par l'Espace d'animation des Blancs-Manteaux. Ses murs sont décorés de nombreux collages et graffitis.
L'hôtel de Noirat qui bordait le côté nord de la rue est démoli en 1939 et remplacé par un immeuble en briques rouges. Le fronton dans la cour orné d'un cadran solaire est remonté sur un mur au 80 rue de l'Hôtel-de-Ville.
Par délibération du 11 octobre 2024, le tronçon nord de la voie (celui du côté pair) prend la dénomination de « rue Milo-Adoner ».

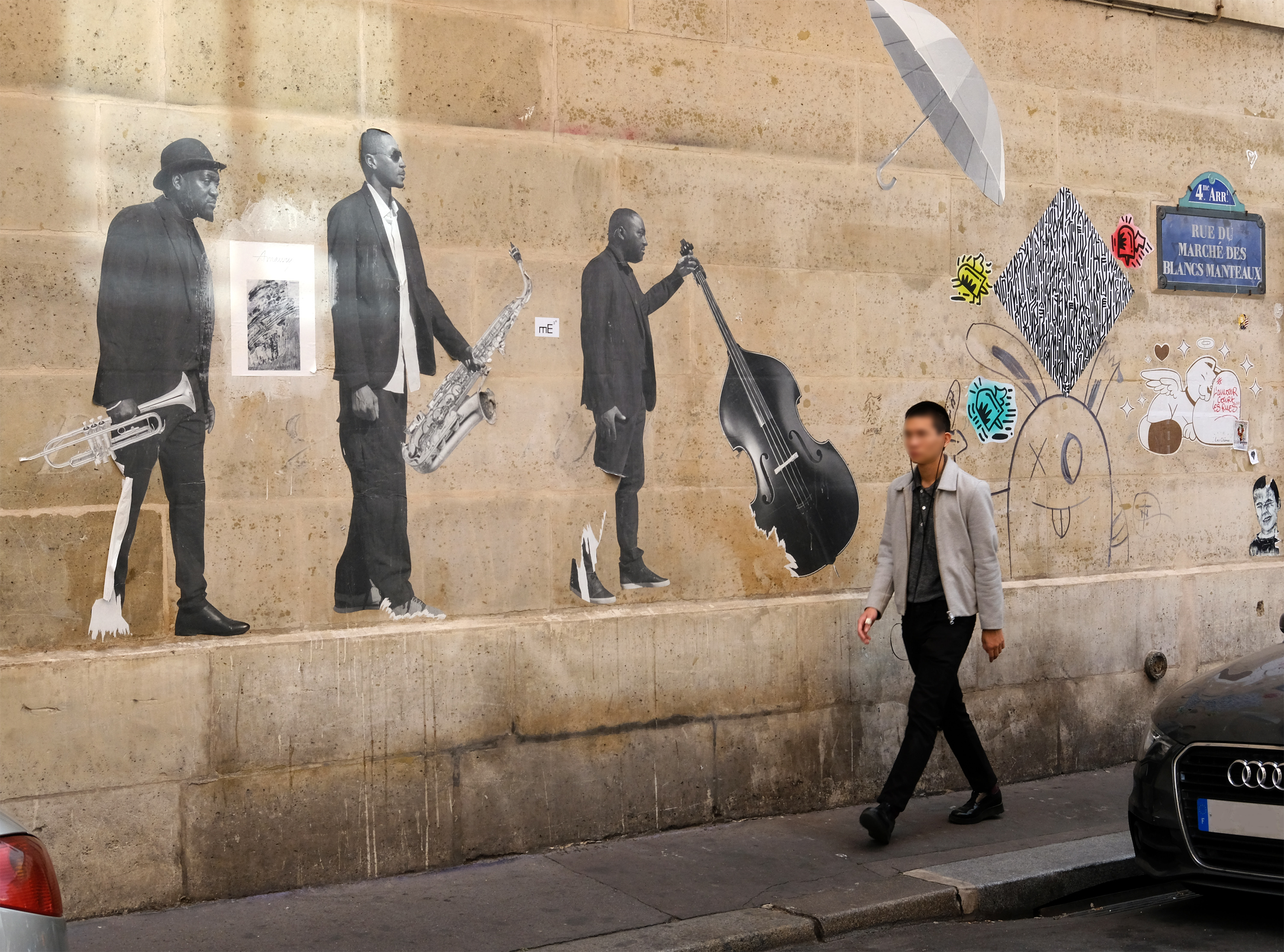

## Homonymies actuelles
- Blancs-Manteaux
- Église Notre-Dame-des-Blancs-Manteaux
- Marché des Blancs-Manteaux
- Théâtre des Blancs Manteaux